# Józef Benedykt Loupia
Józef Benedykt Loupia (Luppia) (zm. 1760) – wójt Starej Warszawy i pierwszy burmistrz miasta Warszawa w latach 1724–1727 i w 1734.

## Życiorys
W pierwszej połowie XVIII wieku nabył kamienicę znaną jako kamienica Loupich przy ul. Świętojańskiej 15 i dokupił do niej zrujnowaną kamienicę pod nr 13. Zbudował pałac przy ul. Miodowej.